# Торшланда
Торшланда (на шведски: Torslanda) е град в югозападната част на Швеция, лен Вестра Йоталанд, община Гьотеборг. Намира се на около 400 km на югозапад от столицата Стокхолм и на 14 km на запад от центъра на лена Гьотеборг. Торшланда е предградие на Гьотеборг. До северната му част се намира едно от двете гьотеборгски летища. Населението на града е 10 129 жители според данни от преброяването през 2005 г.